# Vụ Pháp chế, Quân đội nhân dân Việt Nam
Vụ Pháp chế trực thuộc Bộ Quốc phòng Việt Nam, là cơ quan có chức năng tham mưu giúp Bộ trưởng Bộ Quốc phòng thực hiện quản lí nhà nước bằng pháp luật về lĩnh vực quân sự, quốc phòng theo quy định của pháp luật; tổ chức quản lí công tác xây dựng, ban hành, rà soát, hệ thống hóa, kiểm tra, xử lí văn bản quy phạm pháp luật; pháp điển hệ thống quy phạm pháp luật; hợp nhất văn bản quy phạm pháp luật; kiểm soát thủ tục hành chính; phổ biến giáo dục pháp luật; kiểm tra, theo dõi thi hành pháp luật; quản lí công tác thi hành pháp luật về xử lí vi phạm hành chính; quản lí công tác bồi thường của Nhà nước; thực hiện pháp luật về điều ước quốc tế, thỏa thuận quốc tế; nghiên cứu, tổng hợp các mặt công tác pháp luật thuộc thẩm quyền quản lí nhà nước của Bộ Quốc phòng.

## Lược sử
- Ngày 17/6/1985, Hội đồng Bộ trưởng (nay là Chính phủ) ban hành Nghị định số 178-HĐBT về tổ chức pháp chế ở các ngành, các đơn vị sản xuất, kinh doanh thuộc khu vực nhà nước.
- Ngày 06/9/1997, Chính phủ ban hành Nghị định số 94/CP về tổ chức pháp chế ở các bộ, cơ quan ngang bộ, cơ quan thuộc Chính phủ. Sự phát triển về tổ chức, chức năng, nhiệm vụ, quyền hạn của tổ chức pháp chế bộ, ngành Trung ương và Ủy ban nhân dân cấp tỉnh dần được phát triển qua từng giai đoạn và được thể hiện tại các văn bản: Nghị định số 122/2004/NĐ-CP ngày 18/5/2004 và hiện nay là Nghị định số 55/2011/NĐ-CP ngày 04/7/2011 quy định chức năng, nhiệm vụ, quyền hạn và tổ chức bộ máy của tổ chức pháp chế (Nghị định số 55/2011/NĐ-CP) được sửa đổi, bổ sung một số điều tại Nghị định số 48/2013/NĐ-CP ngày 14/5/2013.
- Ngày 24/6/2014, Bộ trưởng Bộ Quốc phòng đã ban hành Quyết định số 2332/QĐ-BQP về việc kiện toàn Vụ Pháp chế và hệ thống cơ quan, biên chế cán bộ pháp chế trong Quân đội.

## Lãnh đạo hiện nay
- Vụ trưởng: Thiếu tướng Hàn Mạnh Thắng
- Phó Vụ trưởng: Đại tá Hà Tuấn Huy
- Phó Vụ trưởng: Đại tá Phạm Đức Hoài
- Phó Vụ trưởng: Đại tá Nguyễn Đức Hùng

## Tổ chức
- Phòng Kế hoạch - Tổng hợp
- Phòng Kiểm tra xử lý văn bản
- Phòng Pháp luật hành chính
- Phòng Pháp luật tư pháp
- Phòng Pháp luật quốc tế

## Hệ thống cơ quan Pháp chế trong Quân đội
- Vụ Pháp chế thuộc Bộ Quốc phòng
- Phòng Pháp chế thuộc Bộ Tư lệnh Bộ đội Biên phòng[5], Bộ Tư lệnh Cảnh sát biển, Ban Cơ yếu Chính phủ, Tập đoàn Viễn thông Quân đội, Ngân hàng Thương mại cổ phần Quân đội.
- Trợ lý chuyên trách pháp chế tại 41 đơn vị trong Quân đội
- Cán bộ kiêm nghiệm tại các đơn vị khác.

## Vụ trưởng qua các thời kỳ
- 2013-nay, Hàn Mạnh Thắng, Thiếu tướng (2018)